# Xanthe Montes
Xanthe Montes és una estructura geològica del tipus mons a la superfície de Mart, situada amb el sistema de coordenades planetocèntriques a 22.06 ° de latitud N i 307.69 ° de longitud E. Fa 499.32 km de diàmetre. El nom va ser fet oficial per la UAI l'any 2006 i pren el nom d'una característica d'albedo.